# 라슬로 모홀리나지
라슬로 모홀리나지(헝가리어: Moholy-Nagy László 모홀리너지 라슬로[*], 헝가리어 발음: [ˈmoholiˌnɒɟ ˈlaːsloː ], 영어: László Moholy-Nagy, 1895년 7월 20일~1946년 11월 24일)는 헝가리의 화가이자 사진작가이다. 헝가리 출생. 처음에는 법률가가 되려고 하였으나 1915년 미술로 전환하여 1917년 러시아의 구성주의 및 말레비치의 영향을 받았다. 1920년에 베를린으로 이주하였고 이 시기의 그의 작품에는 몬드리안의 영향을 볼 수 있다. 1923년 바우하우스에 초대되어 1928년까지 이 곳에서 연구와 교육에 종사하였다. 구성주의에서 신조형주의의 흐름에 따른 그의 합리적인 이론과 제작은 표현주의를 기조로 하여 출발한 바우하우스의 체질을 개조하는 데 강력한 힘이었다. 원래 그는 새로운 소재에 대하여 끝없는 욕망을 일으켜, 타블로 회화에 만족하지 않고 금속을 사용한 조형적인 실험을 시도하는가 하면, 그 성과를 새로운 사진의 수법과 결합하여 선전미술과 인쇄에 응용하는 등, 장르를 초월하여 새로운 표현 영역을 확대하였다. 평면 및 입체의 기하학·역학·광학 등 그의 탐구는 4차원의 영역에까지 이르고 있다. 그는 화가라든가 조각가라는 종래의 개념으로 분류될 수 있는 예술가가 아니라, 미술의 모든 장르에 창조의 가능성을 추구하는 조형가였다. 예를 들면 바우하우스의 그래픽 공방에서 참신하며 구성적인 레이아웃이나 디스플레이를 초래한 최초의 공적자는 그였다. 그는 또 그로피우스를 도와 바우하우스 총서의 출판 사업에도 공헌하였다.
바우하우스를 떠나 1933년까지 그는 주로 베를린에 정주하였으나 독일의 국내 정세가 긴박하게 되자 런던으로 이주하고, 1937년에는 미국으로 건너가 시민권을 획득했다. 그 해에 그는 발터 그로피우스를 고문으로 추대하여 시카고에서 뉴 바우하우스를 설립, 바우하우스의 이념을 미국에 전하였으며, 1946년 시카고에서 사망하였다.

## 같이 보기
- 진부화